# Pietro Gori

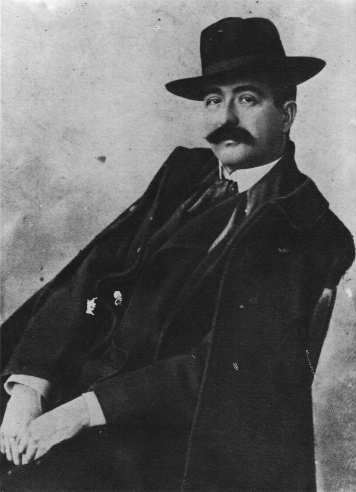
Pietro Gori

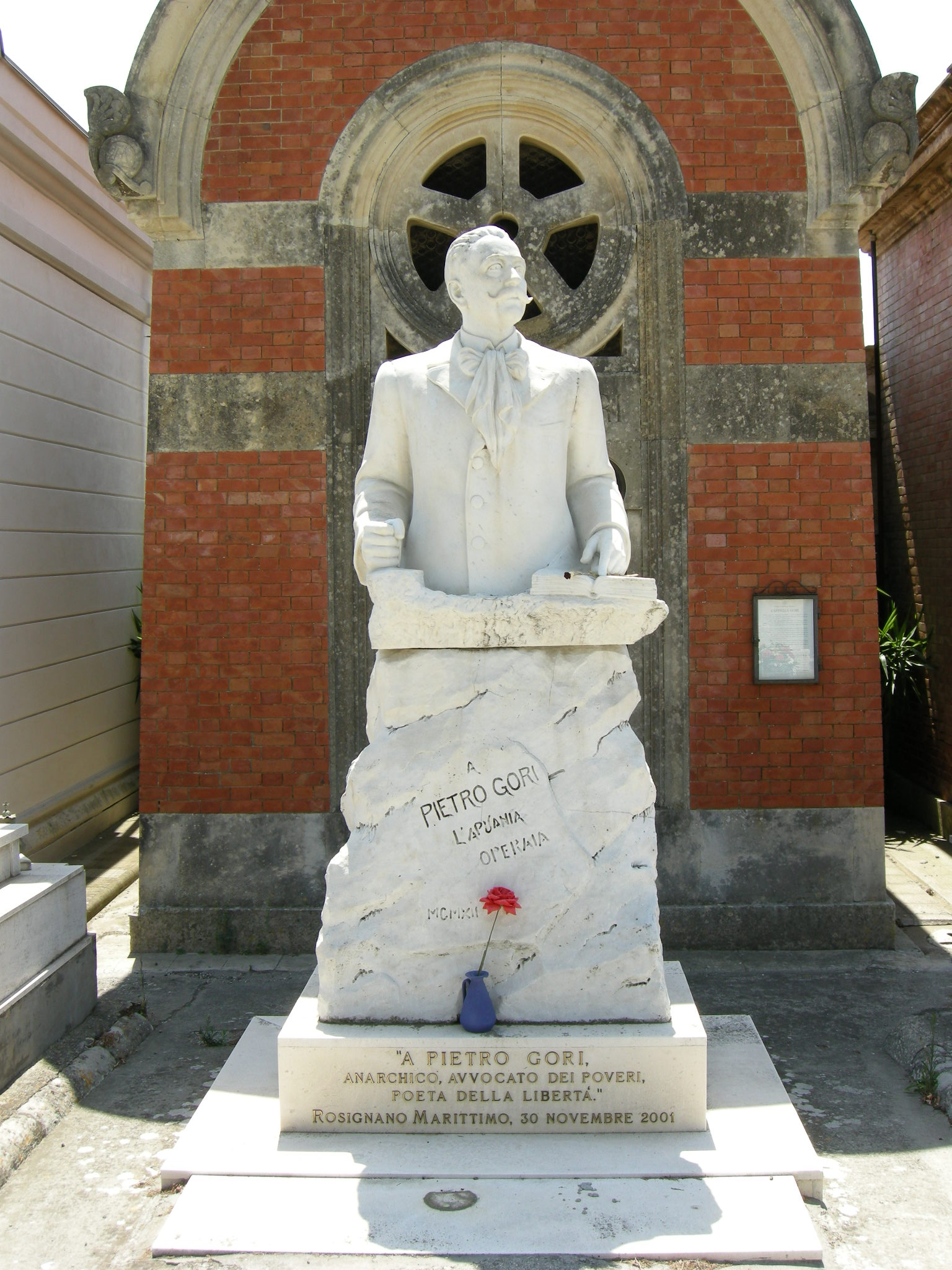
Denkmal für Pietro Gori in Rosignano Marittimo

Pietro Gori (* 14. August 1865 in Messina; † 8. Januar 1911 in Portoferraio) war ein italienischer Jurist, Journalist, Intellektueller und anarchistischer Dichter. Er ist bekannt für seine politischen Aktivitäten, und als Autor einiger der bekanntesten Lieder der anarchistischen Bewegung, darunter Addio a Lugano, Stornelli d'esilio und Ballata pro Sante Caserio.

## Leben
Gori studierte ab 1886 an der Universität Pisa, wo er bald in der anarchistischen Bewegung aktiv wurde. 1887 wurde er verhaftet, weil er über die Haymarket Riots in Chicago geschrieben und gegen die Präsenz amerikanischer Schiffe im Hafen von Livorno protestierte. 1889 machte er seinen Abschluss in Jura mit einer Arbeit über La miseria e il delitto (Armut und Verbrechen). Im November desselben Jahres publizierte er unter dem Pseudonym Rigo eine Broschüre mit dem Namen Pensieri ribelli (rebellische Gedanken), worauf er wegen Anstiftung zum Klassenhass verhaftet wurde.
Am 13. Mai 1890 wurde er erneut verhaftet, diesmal wegen der Beteiligung an der Organisation der Maifeierlichkeiten in Livorno. Er wurde zu einem Jahr Gefängnis verurteilt, kam jedoch am 10. November 1890 wieder auf freien Fuß.
Nach dem Gefängnisaufenthalt zog er nach Mailand, wo er als Anwalt tätig war. Im Januar 1891 nahm er am Kongress von Capolago teil, wo die sozialistische Partei der revolutionären Anarchisten (Partito Socialista Anarchico Rivoluzionario) gegründet wurde.
Gori stand unter besonderer staatlicher Überwachung und wurde – besonders vor den Maifeierlichkeiten – inhaftiert. 1892 schrieb er im Gefängnis den Text zum Lied Inno del primo maggio (Hymne zum 1. Mai). 1894 emigrierte er nach Lugano, um einer fünfjährigen Gefängnisstrafe zu entgehen. In Lugano wurde er – zusammen mit 17 anderen Anarchisten – im Januar 1895 verhaftet und des Landes verwiesen.
Nach Reisen durch Deutschland und Belgien traf er in London ein. Anschließend reiste er nach New York und von dort 1895 durch die USA und Kanada, wo er viele Vorträge hielt. Im Sommer 1896 kehrte er nach London zurück, wo er als Vertreter der amerikanischen Gewerkschaften den Kongress der II. Internationalen besuchte.
Nach Interventionen im italienischen Parlament wurde ihm die Rückkehr aus dem Exil nach Italien erlaubt. Durch die Repression nach den Unruhen in ganz Italien im Jahre 1898 wurde er wieder zur Flucht aus Italien gezwungen, nachdem er zu 12 Jahren Gefängnis verurteilt worden war. Über Marseille floh er nach Argentinien, wo er in der Gewerkschaftsbewegung tätig war sowie an der Universität lehrte.
Dank einer Amnestie konnte er 1902 nach Italien zurückkehren, wo er zusammen mit Luigi Fabbri die Zeitschrift Il pensiero gründete. Abgesehen von einer Reise nach Ägypten und Palästina verbrachte er die Jahre bis zu seinem Tod in Italien mit politischer Arbeit, Schreiben und der Verteidigung von angeklagten politischen Gefährten.
Er starb am 8. Januar 1911 in Portoferraio, wo der Rathausplatz nach ihm benannt ist.